# هنري غانون
هنري غانون هو عازف بيانو وملحن كندي، ولد في 6 مارس 1887 في لويزفيل في كندا، وتوفي في 17 مايو 1961.

## وصلات خارجية
- هنري غانون على موقع ميوزك برينز (الإنجليزية)